# Anna-Schmidt-Schule
L’Anna-Schmidt-Schule (en français: École Anna Schmidt ; souvent abrégé ASS) est une école privée avec l’école maternelle, l’école élémentaire et le Gymnasium de Francfort-sur-le-Main.

## Histoire

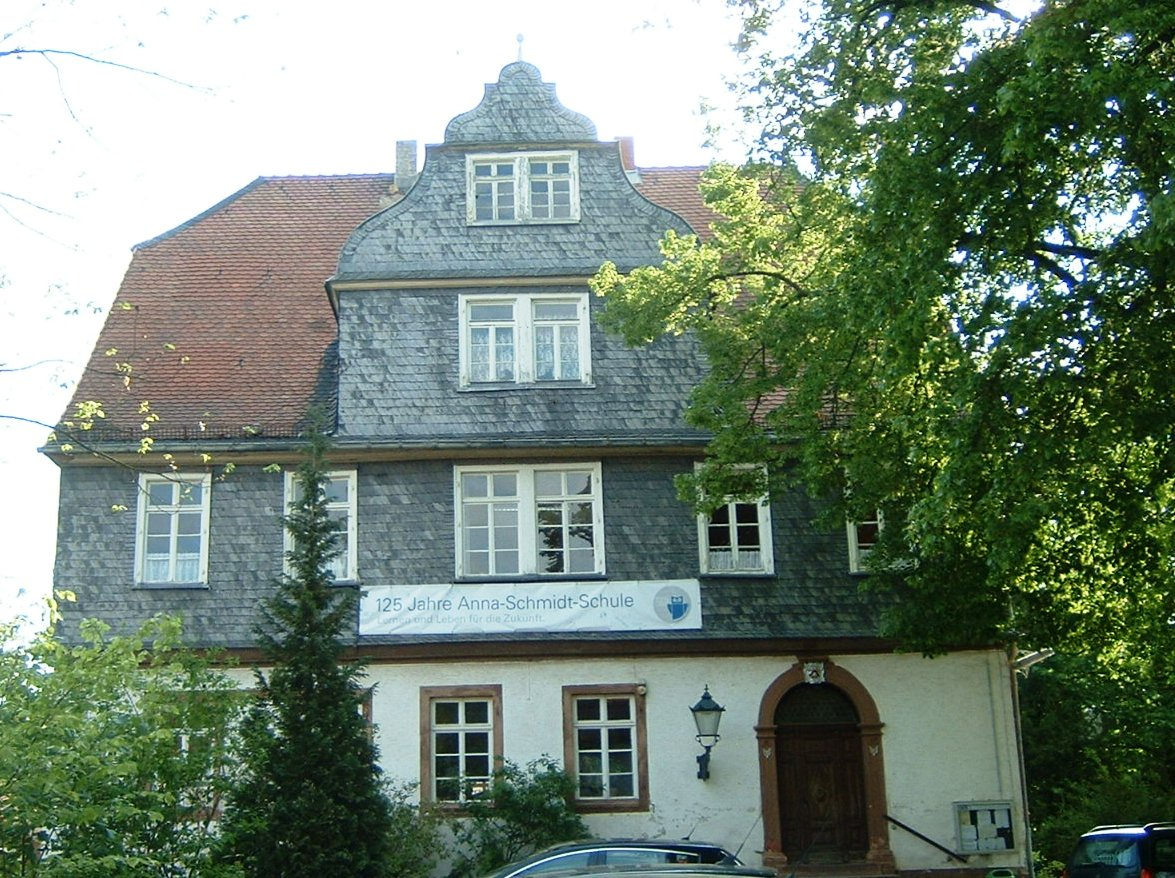
bâtiment administratif à Nieder-Erlenbach

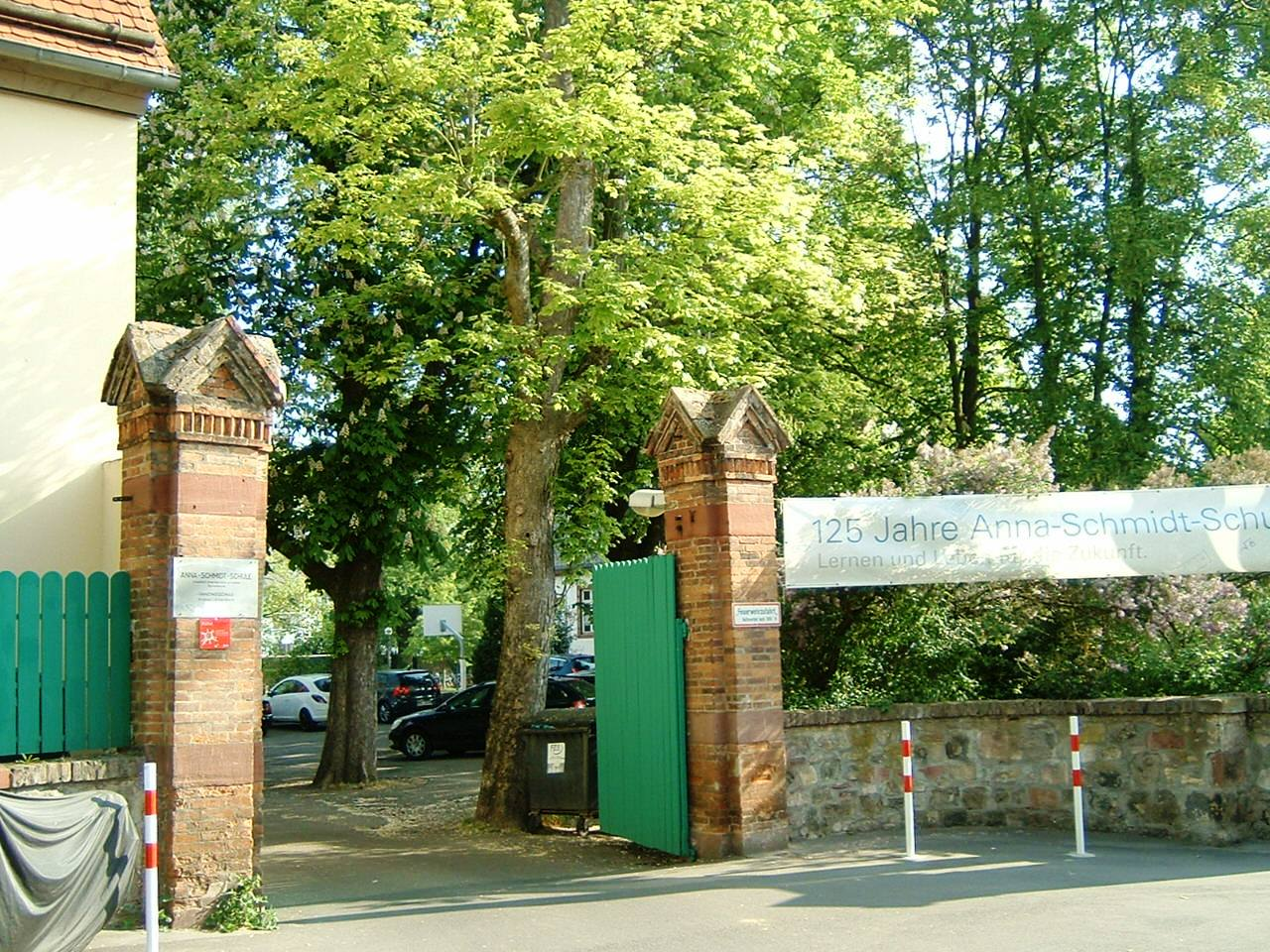
Entrée à terrain

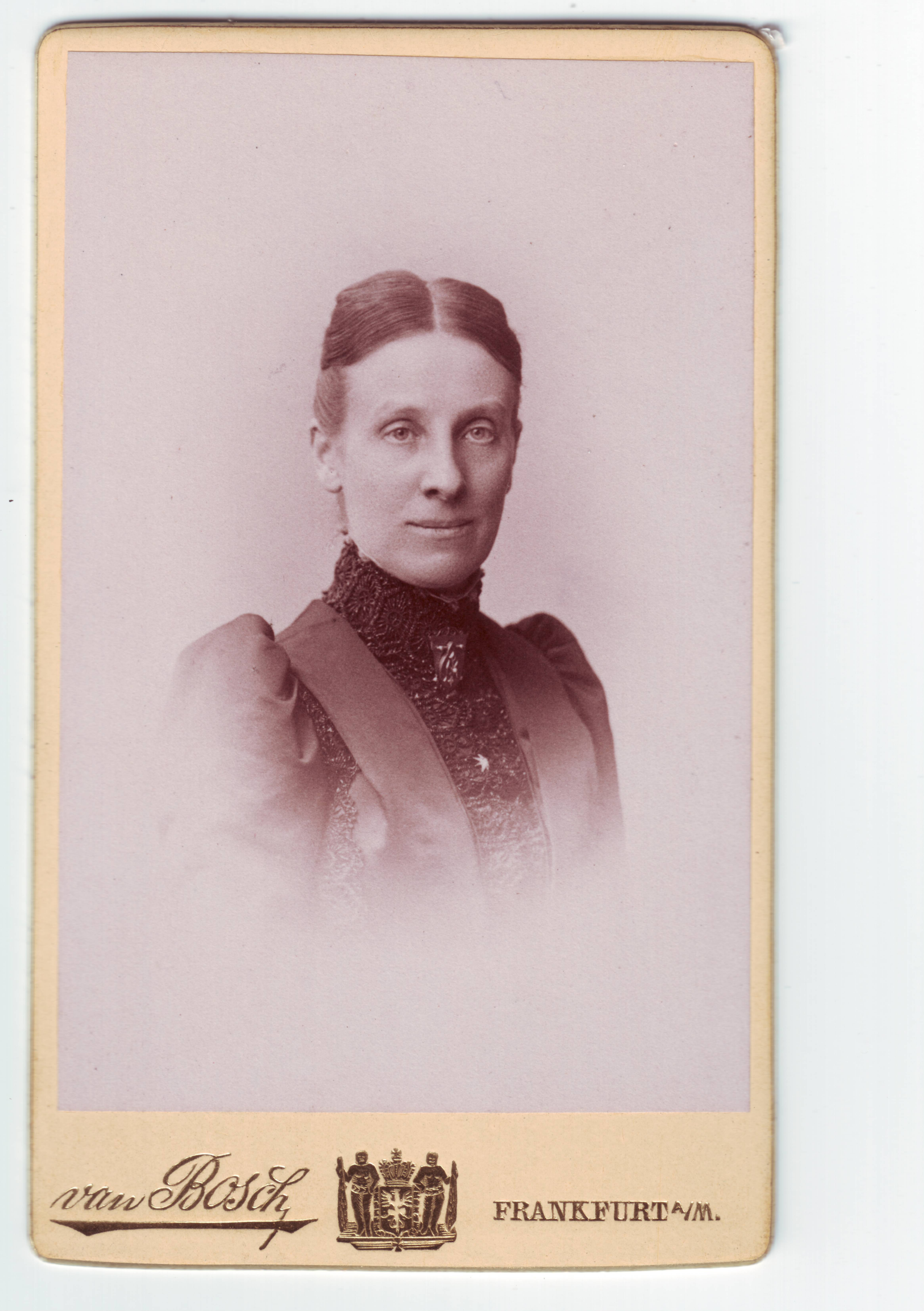
Anna Schmidt (1852 - 1929)

L’école, fondée en 1886, a deux emplacements à Francfort : dans le quartier Westend et Nieder-Erlenbach. Elle porte le nom d’Anna Schmidt (1852–1929). Depuis 1979, l’école est une école projet de l’UNESCO (UNESCO-Projektschule). En outre, l’école utilise la pédagogie Montessori. L’école compte environ 95 professeurs et 1 280 élèves. Il y a aussi environ 20 éducateurs.
Le raccourcissement de la durée de la scolarité au lycée de neuf à huit années scolaires y a été appliqué à partir de l’année scolaire 2003/2004, ce qui a réduit d’un an le nombre total d’années d’études nécessaires pour l’obtention de l’Abitur (douze ans au lieu de treize précédemment). Le raccourcissement concerne les deux écoles dans la même année scolaire.

## Programme d’échange
L’école a également mis en place des programmes d’échange avec la France (Lyon), l’Irlande (Lucan), la Hongrie (Budapest) et la Chine (Guangzhou).